# Kajmanski dolar
Kajmanski dolar, ISO 4217: KYD je valuta na Kajmanskim otocima. Dijeli se na 100 centi. U domaćem platnom prometu koristi se kratica KY$.
Uveden je 1972. godine, a zamijenio je jamajčanski dolar kao službeno sredstvo plaćanja na Kajmanskim otocima. Od 1. travnja 1974. tečaj je vezan uz tečaj američkog dolara u odnosu 1 KYD za 1.2 USD. Središnja banka izdaje kovanice od 1, 5, 10 i 25 centi, te novčanice od 1, 5, 10, 25, 50 i 100 dolara. 

## Vanjske poveznice
- Središnja banka